# Spilogona atricans
Spilogona atricans är en tvåvingeart som först beskrevs av Pandelle 1899.  Spilogona atricans ingår i släktet Spilogona och familjen husflugor. Inga underarter finns listade i Catalogue of Life.